# Maja Carlquist
Maria "Maja" Augusta Carolina Carlquist, född 18 maj 1884, död 20 juni 1968, var en svensk gymnastikpedagog. Hon grundade gymnastikföreningen Sofiaflickorna.
Maja Carlquist är begravd på Skogskyrkogården i Stockholm.